# Arnaud Landré
Pour les articles homonymes, voir Landré (homonymie).
Arnaud Landré, né le 1er avril 1962 à Lannion et mort le 14 août 2021 à Vannes, est un footballeur français. Il évolue au poste de milieu de terrain au niveau professionnel dans les années 1980.

## Biographie
Arnaud Landré est le fils de François Landré qui continuait à jouer au football en vétéran à 63 ans à Perros-Guirec.
C'est sur les conseils d'un de ses amis du Lycée Notre-Dame, Philippe Lucas, qu'Arnaud Landré rejoint l'En Avant Guingamp en 1978. Il évolue comme meneur de jeu avec l'équipe réserve de l'EAG avec comme coéquipier Philippe Tibeuf ou Loïc Jouan et fait partie des jeunes qui vont aider le club se maintenir en division 2. L'arrivée de Raymond Keruzoré permettra à ces joueurs de découvrir la Division 2 et le niveau professionnel. La chance viendra avec le double forfait d'Hervé Le Coz et de Michel Trémel juste avant un déplacement à Valenciennes. Il deviendra peu après titulaire à ce poste de meneur de jeu. Il participe à l'épopée de l'EAG en Coupe de France de 1983 où les bretons sont arrêtés en quarts de finale par Tours 3 buts à 1.
En 1984, il effectue son service militaire au bataillon de Joinville et devient international militaire avec à ses côtés des joueurs tels qu'Éric Cantona. En moins de 48h fin avril 1984, l'En Avant Guingamp, n'ayant toujours pas le statut professionnel voit trois de ses meilleurs joueurs signer dans l'élite (Philippe Tibeuf, Arnaud Landré et Gilles Rolland). A ces trois s'ajoutent rapidement les principaux titulaires de l'équipe première (Régis Roch, Gilbert Le Goff, Jacques Cadran, Luizhino , Claude Colas et Christophe Sagna). L'EAG  se voit pillé par les clubs professionnels de ses meilleurs joueurs sans aucune compensation financière et  se retrouve finalement forcé à acquérir ce statut. Pour Arnaud Landré, ce sera l'élite et l'ambitieux Matra Racing Paris qui vient de monter en Division 1. Mais ce sera la désillusion et malgré ses 22 matchs dans l'élite, le club redescend en D2. La saison suivante, le Matra conserve plusieurs joueurs internationaux tels les internationaux Maxime Bossis, Philippe Mahut, Alim Ben Mabrouk, remporte le titre de champion de France de Division 2 et remonte en division 1. L'aventure d'Arnaud Landré avec la Racing s'arrêtera là. Le club recrute des joueurs tels que Luis Fernandez et mettra fin à son contrat alors qu'il lui restait encore une saison à disputer. Arnaud Landré expliquera plus tard que le club avait cherché à le transférer en plaçant le montant du transfert trop haut, décourageant ainsi les clubs qui le désiraient. Au chômage, il retrouve le club qui l'a fait connaître grâce à Noël Le Graët et dispute encore 4 saisons avec l'En Avant Guingamp. Durant l'été 1990, il tente une dernière saison en division 3 à l'US Avranches puis met un terme à sa carrière.
Arnaud Landré s'était reconverti Libraire à Auray mais continuait à jouer au football au moins au niveau régional. Après avoir passé trois saisons à l'Avenir de Plouay en DHR, il rejoint l'ES Crach en Promotion d'Honneur en août 1996.
Ensuite, il s'était mis au commerce de lunettes de soleil, disposant de trois points de vente à Crouesty, à Carnac et à Quiberon. Il faisait partie des joueurs venus fêter le centenaire de l'En Avant Guingamp en août 2012. Arnaud Landré meurt le 14 août 2021 à l'âge de 59 ans.

## Palmarès et statistiques

### Palmarès
RC Paris
- Championnat de France D2 (1) :
  - Champion : 1985-86.

International militaire
- Bataillon de Joinville 1984

### Statistiques en club
- Division 1 : 22 matchs
- Division 2 : 149 matchs